# Zhao Xuri
Dans ce nom chinois, le nom de famille, Zhao, précède le nom personnel.
Zhao Xuri (en chinois : 赵旭日) (né le 3 décembre 1985, à Dalian, dans la province du Liaoning) est un footballeur international chinois évoluant à une poste de milieu de terrain au Sichuan Jiuniu.

## Biographie

### Carrière en club
Zhao Xuri est devenu pro avec Sichuan Guancheng en 2003 jouant 27 matchs en marquant 4 buts. La saison suivante, il se blesse et ne pourra pratiquement pas jouer sauf 9 matchs en marquant 2 buts.

### Carrière internationale
En 2003, il est appelé en équipe nationale chez les jeunes.
Il est aussi choisi dans l'équipe première pour la Coupe d'Asie des nations de football 2007 en y jouant 2 matchs mais sans but.
En 2008, Zhao Xuri a fait partie de l'équipe de Chine durant les JO 2008 d'été où il a joué deux des trois matchs du tournoi.

## Palmarès
- Championnat de Chine : 2012, 2013, 2014 et 2015